# Daniel Anckerman
Daniel Anckerman, född omkring 1590, död omkring 1660, var en svensk-tysk stuckatör av nordtysk börd.
Anckerman var verksam som stuckatör i Nordtyskland, Baltikum och Sverige. Enligt bevarade dokument arbetade han omkring 1620 med stuckaturer på slottet i Mecklenburg. Senare var han under en längre tid verksam i Riga. Han anlitades 1641 av Jacob de la Gardie för att utföra stuckaturer på palatset Makalös. Han var klar med den stora plafonden i stora salen 1642 och under de två följande åren tillkom ytterligare fyra stuckaturtak i de mindre salarna. På mitten av 1640-talet fick han uppdraget att smycka fältmarskalken Herman Wrangels gravkor vid Skokloster av Wrangels änka. Där utförde han stuckreliefer på väggar och valv samt en fristående ryttarstaty. Några år senare utförde han liknande arbeten i det gyllenhielmska gravkoret i Strängnäs domkyrka. Han återvände till  De la Gardie tjänst 1646 för att arbeta med utsmyckning vid Jacobsdal (nuvarande Ulriksdal). Han gjorde ett avbrott av arbetet vid Jacobsdal för att 1647–1648 arbeta med inredningen vid Uppsala slott, 1649 fortsatte han sin verksamhet på Jacobsdal. Under första hälften av 1650-talet är han verksam vid det Wrangelska palatset, Makalös och Drottningholms slott.
Anckerman avvek i maj 1656 från Stockholm på grund av tilltrasslade penningaffärer och begav sig till Riga. Kvar i Stockholm lämnade han sin fru Catarina Schiff (änka efter Adam de la Chapelle) och styvsonen Gustaf de la Chapelle som fortsatte styvfaderns arbete. Från Riga begav han sig hösten 1656 till Lübeck där hans vidare öden är okända.
De enda kända arbeten som återstår av Anckerman är de båda gravkoren och stuckaturerna han utförde på Güstrow slott. 